# Bahnhofstraße 51a

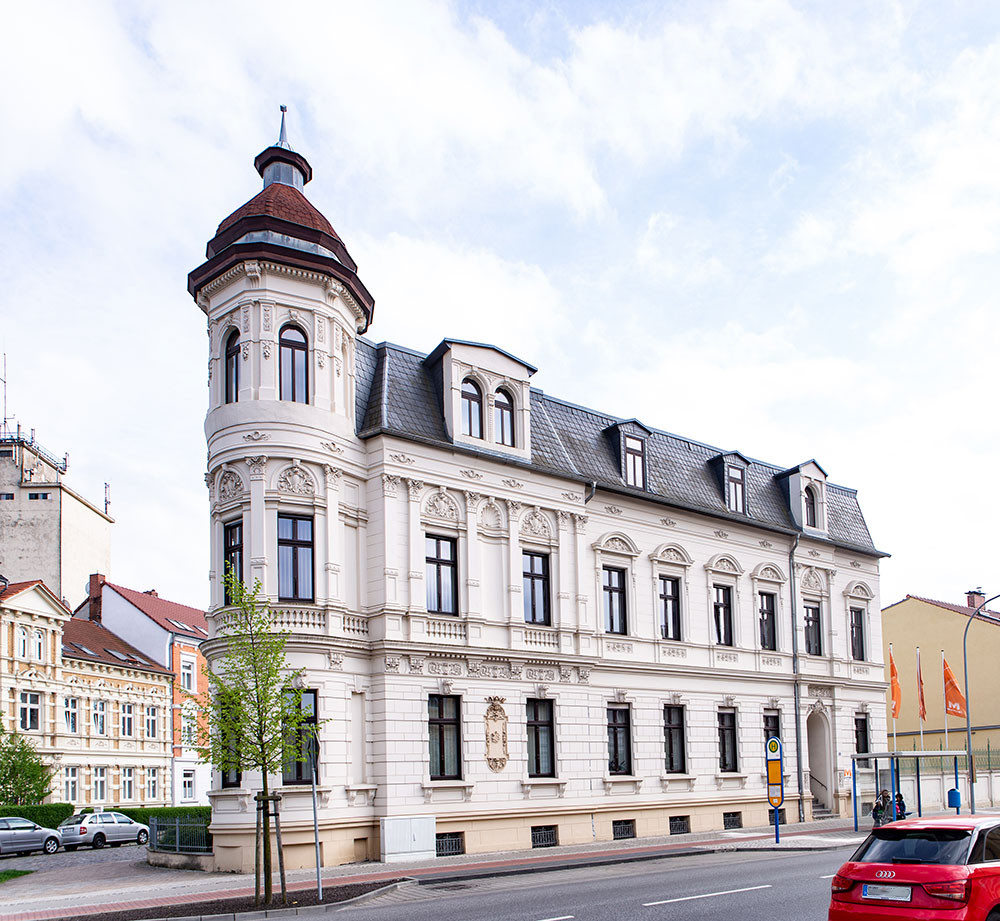
Bahnhofstraße 51a, Stendal

Die Bahnhofstraße 51a ist ein repräsentatives, denkmalgeschütztes Gebäude in der Hansestadt Stendal.

## Geschichte und Baubeschreibung
Das Haus wurde 1891 im Stil der Neorenaissance erbaut. Charakteristisch ist die schmale Gestalt des Gebäudes, die an das Flatiron Building in New York erinnert. Diese Ecklösung wurde im Historismus häufiger genutzt: Auf der spitzwinkligen Ecke des Grundstücks steht der Turm, von dem aus sich zwei Gebäudeflügel erstrecken.
Der Flügel an der Bahnhofstraße besitzt acht Fensterachsen, über denen sich vier Zwerchhäuser befinden, die unterschiedlich gestaltet wurden. Im Erdgeschoss wurden die Schlusssteine der Fenster mit jeweils identischen Köpfen versehen, wohingegen sich über den Fenstern im Obergeschoss jeweils eine Verdachung mit Arabesken befindet. Der Eingangsbereich und mehrere – als Risalite gestaltete – Fensterachsen werden zusätzlich durch Pilaster hervorgehoben. Über die Fassade verteilt finden sich Reliefplatten, zudem wird sie durch Bossenwerk, Gesimse und Friese horizontal gestaltet.
Der Gebäudeflügel an der Dr.-Arthur-Schulz-Straße ist ähnlich gestaltet, weist aber deutlich weniger Schmuckelemente auf. Der Eckturm greift hingegen alle Elemente der Fassade auf, so dass er nicht wie ein Fremdkörper wirkt, obwohl er sich deutlich von den Gebäudeflügeln abhebt. Auf einen Innenhof wurde zugunsten von mehr Baufläche verzichtet.
Das Gebäude ist im Denkmalverzeichnis des Landes Sachsen-Anhalt (Nr. 094 17944) als Baudenkmal eingetragen.